# ایقاع
ایقاع نوعی عمل حقوقی است که فقط با اراده یک نفر انجام می‌شود و برخلاف عقد یا قرارداد به توافق دو یا چند اراده نیاز ندارد. هرچند ممکن است با اراده دیگری از میان برود.
مهمترین انواع ایقاع طلاق، رجوع شوهر، لعان،ایلاء،حیازت مباح (آبادسازی اموال بی‌صاحب)، فسخِ قرارداد (خیارات)، اعراض، ابراء (بخشش طلب)، تملک به شفعه، نذر و فرزند خواندگی هستند. 
در مورد عقد یا ایقاع بودن برخی از اعمال حقوقی همچون اقرار، وصیت تملیکی و ابراء اختلاف است. این اختلاف گاه ناشی از تعریف ایقاع و گاه ناشی از تأثیر رد ذینفع در تحقق ایقاع است.
ایقاع، که با یک انشاء واقع می‌شود و اثر دلخواه را ایجاد می‌کند، بدون اینکه نیاز به توافق باشد: چنانکه ابراء به اراده طلبکار واقع می‌شود و طلاق به اراده شوهر. در ایقاع نیز قصد انشاء ضرورت دارد، منتها، این انشاء منوط به انشای دیگر نیست و خود به استقلال کارگزار و نافذ است.